# Phaedyma pellucidus
Phaedyma pellucidus är en fjärilsart som beskrevs av Johann August Ephraim Goeze. Phaedyma pellucidus ingår i släktet Phaedyma och familjen praktfjärilar. Inga underarter finns listade i Catalogue of Life.